# Postfix
Postfix – przeznaczony na systemy uniksopodobne serwer poczty elektronicznej (MTA), odpowiedzialny za przekazywanie i dostarczanie poczty elektronicznej. Prace nad nim rozpoczął Wietse Venema w laboratoriach IBM Research, a obecnie udostępniany jest na zasadach wolnego oprogramowania na licencji IBM Public License.
Postfix obsługuje:
- protokoły komunikacyjne SMTP, LMTP, IPv6, TLS, SASL;
- skrzynki pocztowe w formacie Maildir oraz mbox, a także wirtualne domeny;
- szereg mechanizmów używanych do wykrywania i usuwania spamu (wtyczki do greylistingu i SPF, protokół Sendmail Milter, filtrowanie na podstawie zawartości przesyłek);
- różne bazy danych przechowujące informacje systemu pocztowego (aliasy, nazwy kont, konta wirtualne): Berkeley DB, CDB, DBM, LDAP, MySQL i PostgreSQL.

Pracować może na AIX, BSD, HP-UX, IRIX, Linux, OS X, Solaris, Tru64 jak i innych systemach uniksopodobnych oferujących środowisko zgodne z POSIX.
Postfix zbudowany został jako szereg współpracujących ze sobą demonów, odpowiedzialnych za różne etapy przetwarzania i dostarczania poczty. Każda z nich pracuje na minimalnych wymaganych uprawnieniach i zajmuje się zadaniami tylko jednego typu. Dzięki temu minimalizowane są ewentualne skutki wykorzystania błędów bezpieczeństwa w danej usłudze. Postfix przygotowany jest do obsługi bardzo dużej ilości poczty. Oprócz tego oferuje szereg opcji konfiguracyjnych do dalszej optymalizacji wydajności, jak i narzędzie qshape do analizy wąskich gardeł.